# Zöld levéldarázs
A zöld levéldarázs (Rhogogaster viridis) a rovarok (Insecta) osztályának a hártyásszárnyúak (Hymenoptera) rendjébe, ezen belül a növényevő darazsak (Symphyta) alrendjébe és a levéldarazsak (Tenthredinidae) családjába tartozó faj.

## Előfordulása
A zöld levéldarázs Európa és Ázsia mérsékelt övi részein található meg, Japánig. Elterjedési területén rendszeresen előfordul és gyakori faj.

## Megjelenése
A zöld levéldarázs jó 1 centiméter hosszú. Teste világoszöld. A fajmeghatározás nehéz, mivel a valódi levéldarazsak családja 4000 fajból áll, ezekből néhány száz faj Közép-Európában él. A család alakokban rendkívül gazdag.

## Életmódja
A zöld levéldarázs bozótokban bővelkedő tájak, elegyes lomberdők, kertek és parkok lakója. Forró nyári napokon a zöld levéldarazsak rovarokra vadásznak, és testnedvüket kiszívják